# Mediafy
Mediafy är ett nordiskt mediebolag grundat 2001 av entreprenörerna Ola Degerfors och Johan Sundström. Till en början syftade verksamheten helt till att hjälpa förlag att öka sin upplaga genom produkten Tidningspaketet.[källa behövs] Sedan 2011 är Mediafy en del av Bonnierkoncernen.
Sedan 2006 bedrivs även e-handel via sajten Tidningskungen.se och sedan 2007, efter förvärv, Tidningsbutiken.se, Studentprenumerationer.se och Billigatidningar.se. 2008 startade bolaget verksamhet i Norge under varumärket Bladkongen.no och 2009 i Finland under varumärket Lehtikuningas.fi. Idag[när?] står bolaget för omkring 90 procent av den totala prenumerationsförsäljningen online.[källa behövs]
Per år 2022 saluför bolaget omkring 3 200 olika tidskrifter via Tidningskungen.se, Bladkongen.no och Lehtikuningas.fi.